# NGC 313
NGC 313 – gwiazda potrójna znajdująca się w gwiazdozbiorze Ryb, widoczna na niebie w pobliżu galaktyki NGC 315. Odkrył ją Bindon Stoney – asystent Williama Parsonsa 29 listopada 1850 roku.